# Джиммі Батлер (баскетболіст)
Джиммі Батлер III (англ. Jimmy Butler III; нар. 14 вересня 1989) — американський професійний баскетболіст команди Маямі Гіт з Національної баскетбольної Асоціації (НБА). Народився в Х'юстоні, виріс у Томбалі (штат Техас) і грав у студентський баскетбол за Тайлер джуніор коледж і Університет Маркетт. Чикаго Буллз вибрали його під 30-м загальним номером на драфті НБА 2011. Дворазовий учасник матчу всіх зірок НБА і триразовий учасник Збірної всіх зірок захисту, його також назвали найбільш прогресуючим гравцем НБА 2015 року.

## Раннє життя
Напередодні драфту 2011 року один із генеральних менеджерів НБА так висловився про Батлера: «його історія-одна із найбільш дивовижних, які я зустрічав за багато років у баскетболі. багато разів він був близький до провалу. Кожного разу йому доводилось долати величезні труднощі. Коли ви говорите з ним — і він неохоче розповідає про своє життя — у вас виникає відчуття, що в цьому чоловікові прихована велич».
Батько Батлера кинув родину коли йому було 13 років. Тоді він жив у передмісті Х'юстона Томбаллі. Мати вигнала хлопця з дому. Як Батлер згадував у інтерв'ю 2011 року, вона сказала йому, «мені не подобається твій вигляд. Тобі треба йти.» Потім Батлер переховувався вдома у різних друзів, залишаючись у них по кілька тижнів, до переїзду в інший будинок.
У літній баскетбольній лізі, напередодні старшого року Батлера в школі Томбалл, його помітив Джордан Леслі, першокурсник і гравець за шкільні футбольну і баскетбольну команди, який викликав його на дуель з триочкових кидків. Вони відразу ж стали друзями і Батлер став проживати в будинку Леслі. Хоча його мама і вітчим, які мали шестеро дітей, спочатку неохоче на це погодились, вони взяли його на кілька місяців. Батлер згодом скаже: "вони прийняли мене у свою родину. І це не було через баскетбол. Вона [Мішель Ламберт, мати Леслі] просто дуже сердешна. Вона просто робила такі речі. Я не міг повірити в це.
Як юніор у Томбаллі Батлер у середньому  набирав 10 очок за гру. У свій старший рік 2006-07, бувши капітаном команди, набирав у середньому 19.9 очка і робив 8,7 підбирання за гру і згодом його обрали найціннішим гравцем команди.
Батлером не дуже цікавились скаути у старшій школі і він вирішив вступити до коледжу в місті Тайлер (штат Техас).

## Кар'єра в коледжі
Після свого першого сезону в Тайлері, коли він набирав у середньому 18,1 очка, робив 7,7 підбирання і віддавав 3,1 передачі за гру, Батлером зацікавилась програма Division I. 247Sports.com розглядав його як двозіркового рекрута, і 2008 року ставив на 127-ме серед перспективних гравців коледжів.
Батлеру призначили спортивну стипендію на навчання в університеті Маркетт, де на другому курсі в сезоні 2008-09 він набирав у середньому 5,6 очка і робив 3,9 підбору за гру, а його відсоток виконання штрафних кидків становив .768. Потім перейшов у стартовий склад як юніор протягом сезону 2009-10 і в середньому набирав 14,7 очка і робив 6,4 підбирання за гру, а також заробив відзнаку All-Big East Honorable Mention. Завершив сезон на високій ноті двома переможними кидками проти Коннектикуту і Сент-Джонс, допомігши Маркетт досягти показника 11-7 на великому Сході і заробити п'яту поспіль появу в турнірі NCAA. У своєму старшому сезоні 2010-11 набирав у середньому 15,7 очок за гру і заробив відзнаку All-Big East Honorable Mention другий рік поспіль.

### Статистика в коледжі
| Сезон      | Команда | GP  | GS | MPG  | FG%  | 3P%  | FT%  | RPG | APG | SPG | BPG | PPG  |
| ---------- | ------- | --- | -- | ---- | ---- | ---- | ---- | --- | --- | --- | --- | ---- |
| 2008–09    | Маркетт | 35  | 0  | 19.6 | .514 | .000 | .768 | 3.9 | .7  | .5  | .5  | 5.6  |
| 2009–10    | Маркетт | 34  | 34 | 34.3 | .530 | .500 | .766 | 6.4 | 2.0 | 1.3 | .6  | 14.7 |
| 2010–11    | Маркетт | 37  | 35 | 34.6 | .490 | .345 | .783 | 6.1 | 2.3 | 1.4 | .4  | 15.7 |
| За кар'єру |         | 106 | 69 | 29.6 | .508 | .383 | .773 | 5.5 | 1.7 | 1.1 | .5  | 12.0 |

## Професійна кар'єра

### Чикаго Буллз (2011—2017)

#### Сезон 2011-12
Команда Чикаго Буллз обрала Батлера під 30-м загальним номером на драфті НБА 2011. 9 грудня 2011 року підписав свій дебютний контракт з биками. Під час скороченого через локаут сезону 2011-12 він з'явився в 42 іграх, всі з лавки запасних, у середньому набираючи 2,6 очка і роблячи 1,3 підбирання за гру.

#### Сезон 2012-13
У липні 2012 року Батлер приєднався до Буллз у літній Лізі НБА 2012, де набирав у середньому 20,8 очка, робив 6,5 підбору і віддавав 2,0 передачі в чотирьох іграх. 30 жовтня 2012 року Буллз скористалися своєю трирічною можливістю на контракт новачка і продовжили контракт до сезону 2013-14. Попри сильну гру в літній лізі, Батлер проводив мало часу на майданчику в першій частині сезону 2012-13. Коли партнер Батлера по команді Луол Ден, лідер НБА того року за хвилинами на майданчику, дістав травму напередодні гри 19 січня проти Мемфіс Ґріззліс, Батлер нарешті вперше зміг вийти в стартовій п'ятірці, і відіграв увесь час без 17 секунд, набравши 18 очок, зробивши 8 підбирань та 3 перехоплення і віддавши 3 передачі. У наступних чотирьох іграх провів на майданчику відповідно 43, 46, 44 і 45 хвилин проти Лейкерс, Пістонс, Воррієрз і Візардс. 9 квітня 2013 року Батлер набрав найвищі дотоді у своїй кар'єрі 28 очок, почавши на місці травмованого Денга, хоча команда поступилась Торонто Репторз 98-101. До кінця сезону 2012-13 Батлер став одним з основних гравців Буллз проводячи в середньому 40,8 хвилини за гру в плей-оф у свій другий сезон у НБА.

#### Сезон 2013-14
30 жовтня 2013 року Буллз використали свою опцію четвертого року на контракт новачка і продовжили контракт з Батлером на сезон-2014/15. 15 січня 2014 Батлер поставив рекорд франшизи Буллз за хвилинами на майданчику в одній грі, провівши 60 хвилин в їхній перемозі з трьома овертаймами над Орландо Меджик. 2 червня 2014 року його обрали до другої збірної всіх зірок захисту НБА.

#### Сезон-2014/15
25 листопада 2014 року Батлер встановив особистий рекорд за кар'єру набравши 32 очки в програшному матчі проти Денвер Наггетс. 3 грудня 2014 року його назвали гравцем місяця Східної конференції за ігри, зіграні в жовтні та листопаді. 18 грудня він узяв нову кар'єрну висоту 35 очок під час переможної гри 103-97 проти Нью-Йорк Нікс. 29 січня 2015 року Батлера обрали до резерву збірної Східної конференції на матч всіх зірок НБА 2015. 2 березня 2015 року він вибув на строк від трьох до шести тижнів через травму ліктя. Повернувся до гри 23 березня в переможній грі 98-86 проти Шарлотт Хорнетс, записавши до свого активу 19 очок і 9 підбирань.
20 квітня Батлер встановив свій рекорд у плей-оф другу гру підряд, набравши 31 очко під час виграшної для Буллс гри 91-82 проти Мілвокі Бакс, коли вони повели з рахунком 2-0 у першому раунді серії. 25 квітня знову покращив свій рекорд для плей-оф, набравши 33 очки, хоча команда програла 92-90 і Бакс скоротили своє відставання в серії до 3-2. Шосту гру серії Буллз виграли і потрапили у півфінал, де поступились 4-2 Клівленд Кавальєрс. 7 травня його назвали найбільш прогресуючим гравцем 2014-15, уперше в історії франшизи Буллз.

#### Сезон 2015-16
9 липня 2015 року Батлер повторно підписав з Буллз п'ятирічний контракт на 95 млн $. Угода включає в себе опцію гравця на п'ятий рік. 9 грудня він набрав рекордні для себе 36 очок у програній грі проти Бостон Селтікс. Покращив цей показник до 43 очок 18 грудня, коли команда зазнала поразки від «Детройт Пістонс» 147—144 після чотирьох овертаймів. У четвер, 3 січня, Батлер побив командний рекорд Майкла Джордана за набраними очками в половині гри, забивши 40 очок після перерви зі своїх 42 очок за гру, привівши Буллз до їхньої перемоги над Торонто Репторс 115—113. 14 січня набрав рекордні для себе 53 очки коли команда в овертаймі перемогла Філадельфію 76ers з рахунком 115—111. Крім того, зробив 10 підбирань і віддав 6 передач при реалізації 15 з 30 кидків і 21 з 25 штрафних кидків, допомігши Буллз перервати серію з трьох поразок поспіль. Став першим після Джамала Кроуфорда в 2004 році гравцем Буллз, який набрав 50 очок в одній грі. 5 лютого, Батлер потягнув коліно в грі проти Денвер Наггетс, і вибув на строк від трьох до чотирьох тижнів. Його обрали на матч всіх зірок НБА 2016, але через травму у збірній Сходу його замінив одноклубник Пау Газоль. Батлер пропустив 11 ігор через травму коліна і повернувся в стрій 5 березня проти Х'юстон Рокетс. 2 квітня записав свій перший у кар'єрі тріпл-дабл: 28 очок, рекордні за кар'єру 17 підбирань і 12 результативних передач, коли команда з рахунком 90-94 поступилась «Детройт Пістонс». У останній для Буллз грі сезону 13 квітня Батлер записав свій другий у кар'єрі тріпл-дабл з 10 очок, 12 підбирань і 10 передач у переможній 115—105 грі проти Філадельфія 76ers.

### Міннесота Тімбервулвз (2017–2018)
Після сезону 2016—2017 змінив команду, перейшовши до складу «Міннесота Тімбервулвз».

### Філадельфія Севенті Сіксерс (2018–2019)
Дебют Джиммі Батлера відбувся 15 листопада на гостьовому матчі проти «Орландо Меджик». Джиммі провів 33 хвилини на майданчику, набрав 14 очок, 4 підбори і 2 результативні передачі.
Через два дні дебют Батлера на «Веллс Фарго Центр» прибув спостерігати легендарний гравець команди Аллен Айверсон. У переможній грі проти «Юти Джаз» Джиммі набрав 28 очок, 3 підбори, 7 результативних передач і 2 перехвату, провівши на майданчику 38 хвилин. Вболівальники команди тепло прийняли зіркового новачка. Після гри Айверсон і Батлер обмінялися ігровими джерсі.
Всього за сезон 2018/2019 Джиммі Батлер провів 65 ігор, проводячи на майданчику в середньому 34 хвилини за гру. Набирав 18,7 очок, збирав 5,3 підбора, віддавав 4,1 результативних передач, здійснював 1,9 перехоплень і 0,9 блокшотів і пропускав 4,8 штрафних в середньому за гру. Процентні складові: Штрафні — 85 %, двоочкові — 49 %, трійчасті — 35 %.
«Філадельфія» фінішувала на третьому місці і вийшла в плей-оф з різницею перемог та поразок 51:31.
У першому раунді плей-офф «Філадельфія Севенті Сіксерс» попала на «Бруклін Нетс». У першому матчі команда неочікувано програла в «рідних стінах». Батлер же набрав рекордні (в рамках плей-оф) для себе 36 очок, 9 підборів, а також 2 блокшоти і 2 перехоплення. «Зібравшись із силами» команді з Пенсільванії вдалося зіграти чотири рази підряд і відправити молодий «Бруклін» додому з рахунком 4:1.
У другому раунді «Філадельфія» зіткнулася з канадською командою «Торонто Репторс». У цій серії команда з Канади взяла верх, завершивши серію на останніх секундах у 7-му матчі. «Філадельфія» виступила в серії з рахунком 3:4. «Севенті Сіксерс» стали єдиною командою, яка змогла затягнути майбутніх чемпіонів у 7-ий матч.
По ходу плей-оф Джиммі Батлер провів 12 ігор, перебуваючи на майданчику в середньому 35 хвилин. Він набрав 19,4 очок, зібрав 6 підборів, віддав 5,2 передачі, здійснив 1,5 перехоплень і 0,6 блокшотів і пробив 5,3 штрафних кидків в середньому за гру. Процентні складові: Штрафні — 88 %, двоочкові — 52 %, триочкові — 27 %

## Статистика в НБА
|  | Лідер ліги за цим показником |

### Регулярний сезон
| Сезон      | Команда    | GP  | GS  | MPG  | FG%  | 3P%  | FT%  | RPG | APG | SPG | BPG | PPG  |
| ---------- | ---------- | --- | --- | ---- | ---- | ---- | ---- | --- | --- | --- | --- | ---- |
| 2011–12    | чикаго     | 42  | 0   | 8.5  | .405 | .182 | .768 | 1.3 | .3  | .3  | .1  | 2.6  |
| 2012–13    | Чикаго     | 82  | 20  | 26.0 | .467 | .381 | .803 | 4.0 | 1.4 | 1.0 | .4  | 8.6  |
| 2013–14    | Чикаго     | 67  | 67  | 38.7 | .397 | .283 | .769 | 4.9 | 2.6 | 1.9 | .5  | 13.1 |
| 2014–15    | Чикаго     | 65  | 65  | 38.7 | .462 | .378 | .834 | 5.8 | 3.3 | 1.8 | .6  | 20.0 |
| 2015–16    | Чикаго     | 67  | 67  | 36.9 | .455 | .311 | .832 | 5.3 | 4.8 | 1.6 | .6  | 20.9 |
| За кар'єру | За кар'єру | 323 | 219 | 31.2 | .445 | .327 | .812 | 4.5 | 2.6 | 1.4 | .5  | 13.6 |

### Плей-оф
| Сезон      | Команда    | GP | GS | MPG  | FG%  | 3P%  | FT%  | RPG | APG | SPG | BPG | PPG  |
| ---------- | ---------- | -- | -- | ---- | ---- | ---- | ---- | --- | --- | --- | --- | ---- |
| 2012       | Чикаго     | 3  | 0  | 1.3  | .000 | .000 | .000 | .0  | .0  | .0  | .0  | .0   |
| 2013       | Чикаго     | 12 | 12 | 40.8 | .435 | .405 | .818 | 5.2 | 2.7 | 1.3 | .5  | 13.3 |
| 2014       | Чикаго     | 5  | 5  | 43.6 | .386 | .300 | .783 | 5.2 | 2.2 | 1.4 | .0  | 13.6 |
| 2015       | Чикаго     | 12 | 12 | 42.2 | .441 | .389 | .819 | 5.6 | 3.2 | 2.4 | .8  | 22.9 |
| За кар'єру | За кар'єру | 32 | 29 | 38.1 | .431 | .380 | .813 | 4.8 | 2.5 | 1.6 | .5  | 15.7 |